# Apamea groenlandica
Apamea groenlandica là một loài bướm đêm trong họ Noctuidae.